# Aeranthes
Aeranthes is een geslacht van orchideeën uit de onderfamilie Epidendroideae. De meeste soorten komen voor in Zimbabwe en op de eilanden in de westelijke Indische Oceaan.

## Soorten
- Aeranthes adenopoda H.Perrier
- Aeranthes aemula Schltr.
- Aeranthes africana J.Stewart
- Aeranthes albidiflora Toill.-Gen., Ursch & Bosser
- Aeranthes ambrensis Toill.-Gen., Ursch & Bosser
- Aeranthes angustidens H.Perrier
- Aeranthes antennophora H.Perrier
- Aeranthes arachnites (Thouars) Lindl.
- Aeranthes bathieana Schltr.
- Aeranthes campbelliae Hermans & Bosser
- Aeranthes carnosa Toill.-Gen., Ursch & Bosser
- Aeranthes caudata Rolfe
- Aeranthes crassifolia Schltr.
- Aeranthes denticulata Toill.-Gen., Ursch & Bosser
- Aeranthes dentiens Rchb.f.
- Aeranthes ecalcarata H.Perrier
- Aeranthes filipes Schltr.
- Aeranthes grandiflora Lindl.
- Aeranthes laxiflora Schltr.
- Aeranthes leandriana Bosser
- Aeranthes moratii Bosser
- Aeranthes multinodis Bosser
- Aeranthes neoperrieri Toill.-Gen., Ursch & Bosser
- Aeranthes nidus Schltr.
- Aeranthes orophila Toill.-Gen.
- Aeranthes orthopoda Toill.-Gen., Ursch & Bosser
- Aeranthes parkesii G.Will.
- Aeranthes parvula Schltr.
- Aeranthes peyrotii Bosser
- Aeranthes polyanthemus Ridl.
- Aeranthes ramosa Rolfe
- Aeranthes robusta Senghas
- Aeranthes sambiranoensis Schltr.
- Aeranthes schlechteri Bosser
- Aeranthes setiformis Garay
- Aeranthes setipes Schltr.
- Aeranthes strangulata Frapp. ex Cordem.
- Aeranthes subramosa Garay
- Aeranthes tenella Bosser
- Aeranthes tricalcarata H.Perrier
- Aeranthes tropophila Bosser
- Aeranthes unciformis P.J.Cribb & Nusb.
- Aeranthes virginalis D.L.Roberts